# Городок (Житомирский район)
Городок (укр. Городок) — посёлок в Житомирском районе Житомирской области Украины.

## История
В 1969 году был основан военный городок Макаров-1, в нём были расположены две воинские части (одна занималась обслуживанием ядерного оружия, во второй размещались военные сейсмологи) и завод железобетонных конструкций. Подчинялся только Москве, в частности детям в Макаровской школе с московским номером (№177) выдавали московские аттестаты.
До 2012 года военный городок относился к Киевской области (несмотря на расположение на территории Житомирщины) и считался частью посёлка городского типа Макаров.
Как отдельный населённый пункт Городок был образован Постановлением Верховной рады Украины от 5 июля 2012 года.
16 августа 2012 года Житомирский областной совет отнёс Городок к категории посёлков городского типа и образовал Городокский поселковый совет в составе Радомышльского района.
Постановлением Верховной рады Украины от 17 июля 2020 года пгт Городок стал административным центром Городокской поселковой общины в составе укрупнённого Житомирского района.